# Hans Bredow

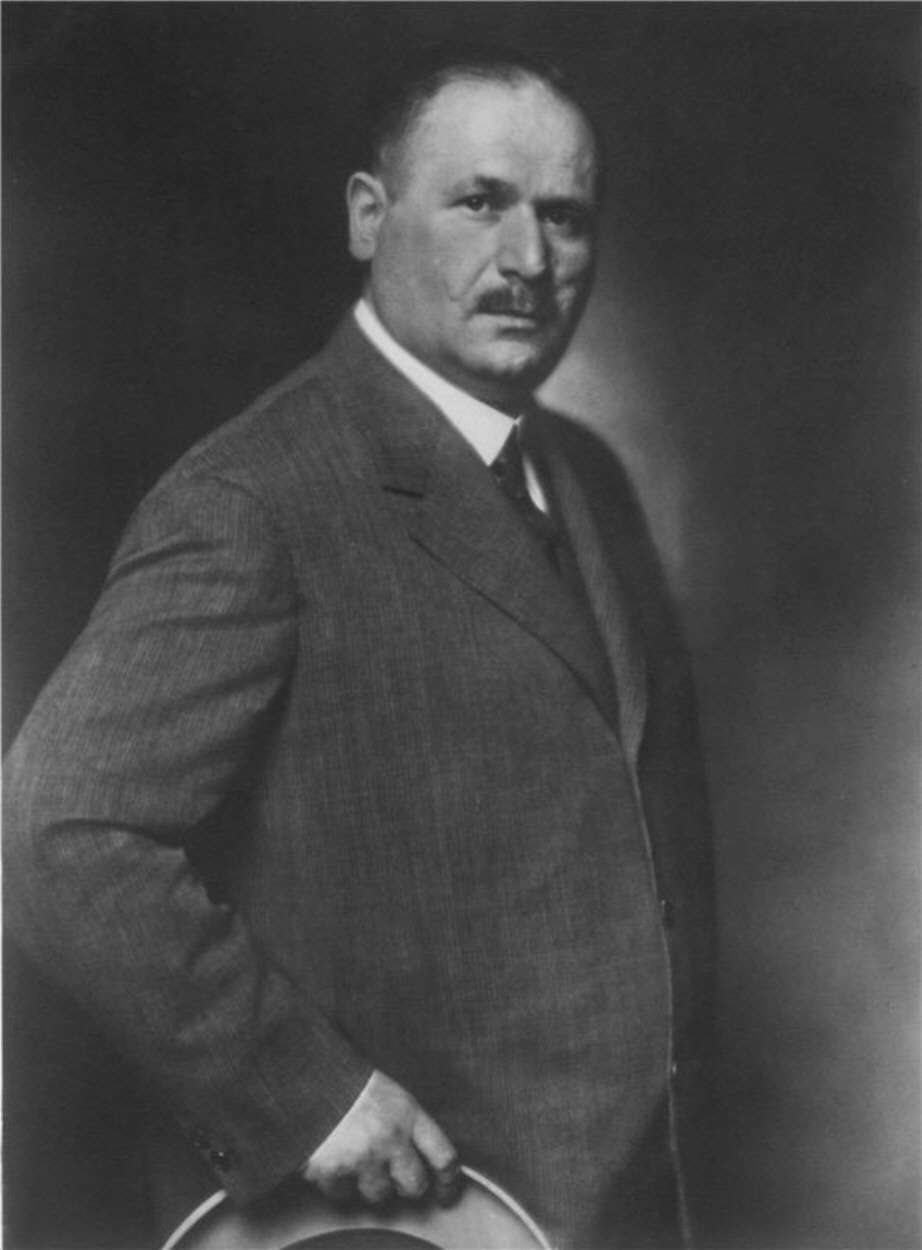
Hans Bredow

Hans Bredow (voller Name: Johannes Carl August Friedrich Bredow, * 26. November 1879 in Schlawe, Pommern; † 9. Januar 1959 in Wiesbaden) war ein deutscher Hochfrequenztechniker.
Er war Vorsitzender des Verwaltungsrates der Reichs-Rundfunk-Gesellschaft (RRG) und gilt als einer der Begründer des deutschen Schiffs- und Auslandsfunkverkehrs, des deutschen Rundfunks und des deutschen Fernsehrundfunks. Er prägte 1919 den Begriff Rundfunk.
Kurzzeitig fungierte er 1945 als Oberpräsident der preußischen Provinz Nassau.

## Leben

### Familie, Ausbildung und Arbeit bei Telefunken
Bredow wurde als Sohn von Carl Bredow und seiner Ehefrau Julie Fronhoefer in Hinterpommern geboren und besuchte später das Realgymnasium in Rendsburg. Nach seiner Lehrzeit im Bereich der Elektrotechnik studierte er an der Christian-Albrechts-Universität zu Kiel und am Friedrichs-Polytechnikum in Cöthen. Während seiner Studienzeit wurde er Mitglied auf Lebenszeit im Corps Baltia Cöthen (Askanischer Senioren-Convent), das später mit dem Corps Albingia Dresden fusionierte. 1903 wurde er bei der AEG in Berlin und in Riga Projektierungsingenieur für den Bereich Starkstromanlagen.
Am 1. Mai 1904 wurde er von der von der AEG und Siemens & Halske gemeinsam gegründeten Tochtergesellschaft Telefunken übernommen, die sich damals noch Gesellschaft für drahtlose Telegraphie nannte. Im Jahre 1907 konnte er im Funkverkehr auf deutschen Schiffen mit dem Telefunkensystem das Marconi-Company-Monopol für drahtlose Telegraphie brechen. Am 1. Mai 1908 wurde er technischer Direktor der Telefunken-Gesellschaft, die er zusammen mit dem Grafen Georg von Arco leitete.
Hans Bredow war zweimal verheiratet, zunächst, ab 1906 mit Anna Therese Hirschwald, eine geborene Jüdin und später evangelisch getaufte Tochter von Julius Hirschwald, und nach deren Tod 1923 mit 39 Jahren durch „Lungenschlag“ (andere Quellen sprechen von Suizid) mit Elisabeth Pauline, geschiedene Reimer, geborene Hermann. Er überlebte auch seine zweite Frau, welche am 3. Juni 1942 durch Suizid starb.

### Funkverkehr auf Schiffen und in der Südsee
1909 gründete er das Unternehmen Australasian Wireless Ltd. in Sydney. Schon ein Jahr später konnte er seine Positionen ausbauen, so dass Marconi das deutsche Telefunkensystem im Schifffahrtsverkehr in einer Vereinbarung als gleichberechtigt anerkannte. 1911 trat Marconi den Funkbetrieb auf deutschen Schiffen an die am 14. Januar 1911 gegründete Deutsche Betriebsgesellschaft für drahtlose Telegraphie (DEBEG) ab. Die Leitung der DEBEG übernahm Bredow selbst.
In New York City gründete er 1911 die Atlantic Communication Company, die den transatlantischen Funkverkehr von der Station Sayville mit Nauen ab 1913 im Bereich des Schiffs- und Überseefunks zwischen Deutschland und den USA organisierte. An der internationalen Funkkonferenz in London 1912 nahm er als Vertreter der deutschen Funkgesellschaften teil. Im selben Jahr koordinierte er die technische Kooperation zwischen der Kabel- und Funktelegraphie. Im selben Jahr baute er mit der Deutsch-Niederländischen Telegraphengesellschaft die Deutsche Südsee-Gesellschaft auf. Diese Gesellschaft konnte in den Jahren 1912 bis 1914 die drahtlose Telegraphie zu der Kolonie Deutsch-Neuguinea in der Südsee an das Weltkabelnetz über die Verbindung Jap–Nauru–Samoa–Neuguinea ankoppeln.

### Funkverkehr mit Südamerika und Patentaustausch
1913 erreichte er in New York City eine Vereinbarung, in der die Einrichtung eines Dienstes der Funktelegraphie zwischen Deutschland, Nordamerika und Südamerika über die Stationen Sayville, Nauen und Cartagena beschlossen wurde. Im selben Jahr führten Verhandlungen dazu, dass die deutschen Funkpatente mit den englischen ausgetauscht werden konnten. Diese Vereinbarung führte zur Gründung von zwei Gesellschaften für den Funkbetrieb, der Sociéte Anonyme Internationale de Télegraphie sans Fil in Brüssel und der Amalgamated Wireless Australasian Ltd. in Sydney.

### Funkverkehr mit Afrika und Java
Nachdem seit 1911 unternommene Versuche erfolgreich abgeschlossen werden konnten, Verbindungen der Funktelegraphie zwischen Deutschland und seinen Kolonien in Afrika herzustellen, wurde im Jahre 1914 der Funkdienst von Nauen nach Togo, Deutsch-Südwestafrika und Kamerun aufgenommen.
Während des Ersten Weltkrieges führten Hans Bredow, Egbert von Lepel und Alexander Meißner Versuche mit Sendern durch, die mit Elektronenröhren bestückt waren.
1917 schlug Bredow der niederländischen Regierung vor, eine Funktelegraphie-Verbindung nach Java aufzubauen. Dieser Vorschlag wurde positiv entschieden und führte zum Bau der Station Radio Kootwijk in den Niederlanden im Jahre 1918 und der Station Radio Malabar nahe Bandung auf Java. Schon 1917 wurde Nauen zu einer Großstation für den Weltfunkverkehr ausgebaut, wie es Bredow vorgeschlagen hatte. Den Betriebsdienst übernahm die Firma Transradio-Gesellschaft, die Bredow leitete.
Im Ersten Weltkrieg wurde er zum Offizier (Leutnant) der Funkertruppe befördert.

### Funkverkehr mit Südamerika, Wechsel in den Staatsdienst
Auf Bredows Betreiben hin begannen 1919 die Vorarbeiten zu einem Telegraphiedienst zwischen Deutschland und Argentinien, der zu Beginn 1924 verwirklicht wurde. Bredow wurde 1918 zum Vorsitzenden des Direktoriums der Telefunken-Gesellschaft ernannt. Im März 1919 wechselte Bredow als Ministerialdirektor zum Reichspostministerium und begann mit der Einrichtung eines „Reichsfunknetzes“. Mitte 1919 konnte der Funkverkehr mit dem Ausland über zahlreiche Stationen aufgenommen werden, insbesondere wieder mit der Station in den USA.

### Ausbau des Telegraphendienstes bis 1933

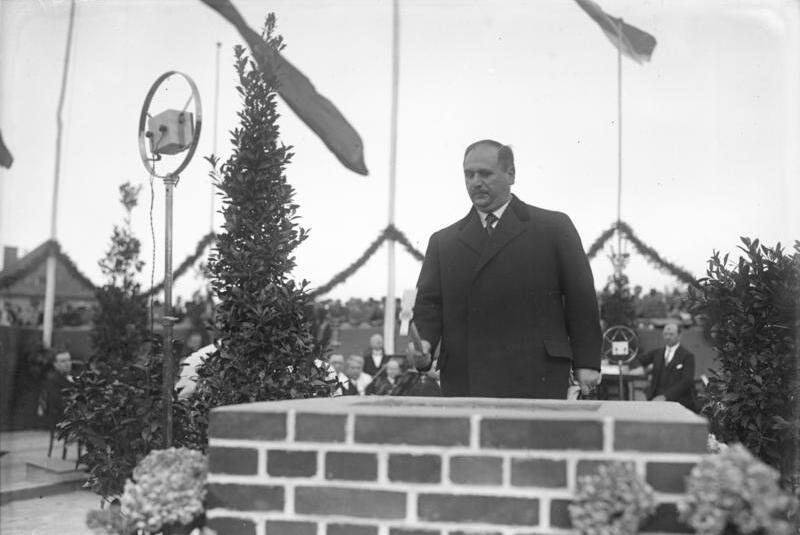
Hans Bredow bei der Grundsteinlegung des Hauses des Rundfunks am Reichskanzlerplatz in Berlin 1929

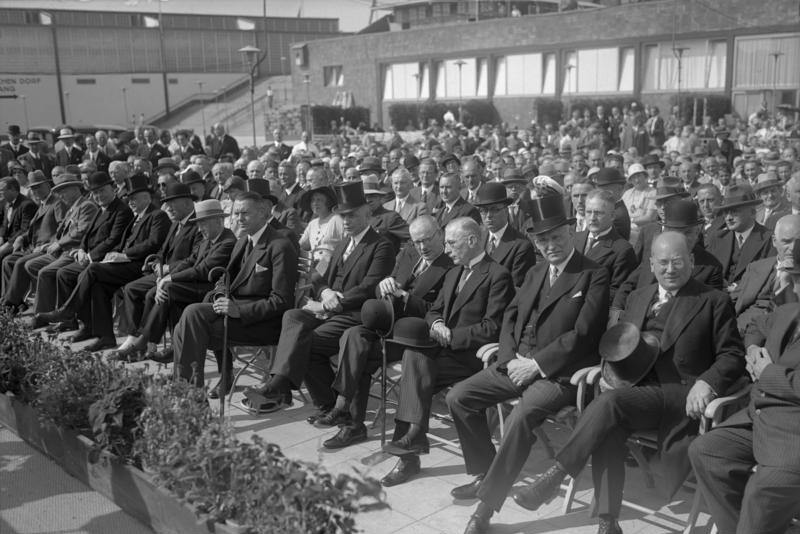
Eröffnung der 9. Großen Deutschen Funk-Ausstellung Berlin im August 1932

Am 19. November 1919 zeigte Bredow in einer öffentlichen Veranstaltung die Wirkungsweise des Unterhaltungsrundfunks. Der Berliner Lokal-Anzeiger berichtet hierüber:

„Wenn auch der Vortragende auf dem Boden der Sachlichkeit blieb, entwickelte er doch zuweilen Gedanken von geradezu Jules Verne‘scher Kühnheit. So wie [Bredow] beispielsweise den zukünftigen Redner schilderte, der seine Rede in einen drahtlosen Apparat spricht und sie für Millionen von Menschen hörbar macht.“

Bredow war gleich alt wie der Rundfunkpionier Eugen Nesper. Die beiden kannten sich gut und hatten immer wieder miteinander zu tun. 1920 kam es zum Bruch. Nesper drängte den zum Ministerialrat aufgestiegenen Bredow, das Zustandekommen des Rundfunks zu ermöglichen. Bredow lehnte dies mit dem Argument ab, es fehle eine Stelle, die sich für Sendungen verantwortlich fühlen und die Sendungen zudem finanzieren müsse. Sein Assistent, Postrat Hermann Thurn, erklärte Nesper: „Spielerei! Spielerei wird nicht gemacht.“
Ob Bredow zwei Jahre später in einem Vortrag erstmals den Begriff Rundfunk verwandte, ist nicht belegt. Der Begriff des Broadcastings war ab 1920, mit dem Beginn des Rundfunks in den USA, auch unter deutschen Experten geläufig. Nesper nennt als Erfinder des Begriffs Rundfunk den Postrat Hermann Thurn.
Am 1. April 1921 wurde er zum Staatssekretär für das Telegrafen-, Fernsprech- und Funkwesen ernannt und begann mit der Organisation eines öffentlichen Rundfunks. 1922 erfolgte die erste Aufnahme eines öffentlichen funktelephonischen Dienstes, der der Übermittlung von Wirtschaftsnachrichten diente.
1923 wurde der Blitzfunkverkehr für Eilmeldungen mit besonders wichtigen Informationen aufgenommen und die ersten Sendungen zur Unterhaltung im Rundfunk aufgenommen. Da 1925 die Reichs-Rundfunk-Gesellschaft (RRG) gegründet wurde, ernannte man Bredow 1926 zum „Reichs-Rundfunk-Kommissar“ und zum Vorsitzenden der RRG. Er war damit als Staatssekretär im Reichspostministerium der erste Mann für den Rundfunk in Deutschland und trieb den Ausbau der Senderinfrastruktur massiv voran. Anlässlich der Inbetriebnahme des Westdeutschen Rundfunks in Köln schrieb er in seinem Geleitwort:

„Mehr als drei Jahre haben vorübergehen müssen, ehe ein großer Teil deutscher Volksgenossen eine langgehegte Hoffnung verwirklicht sehen konnte. Nun aber wird der deutsche Rundfunk den deutschen Westlanden den größten Sender bescheren, der z. Zt. in Europa überhaupt besteht. Mit der Inbetriebnahme des 25-KW-Rheinlandsenders wird der Ausbau des deutschen Rundfunksendernetzes seine Krönung erfahren. Der Ausbau der deutschen Hauptsender auf größere Leistung ist so gut wie vollendet, die Zwischensender sind ebenfalls fast alle in Betrieb gesetzt, die Vergrößerung des Deutschlandsenders in Königswusterhausen ist in Angriff genommen. So können wir mit berechtigtem Stolz sagen, daß in drei Jahren aus bescheidensten Anfängen eine technisch, wirtschaftlich und kulturell gleich gewaltige Organisation geschaffen worden ist, die weit über die Grenzen des Reichs hinaus den Beweis erbringt, daß Deutschland in Wissenschaft und Technik nach wie vor mit an erster Stelle in der Welt marschiert.“

Am 30. Januar 1933 reichte Bredow seinen Rücktritt ein. Die NSDAP-Zeitschrift des Reichsverbandes Deutscher Rundfunkteilnehmer E.V., Der Deutsche Sender, schrieb nach Jahren der Stimmungsmache gegen Bredow in ihrer Ausgabe vom 26. Februar 1933: „Staatssekretär Dr. Bredow, der technische Kommissar, erhielt den nachgesuchten Abschied. An seine Stelle tritt Staatssekretär Dr.-Ing. Kruckow.“ Am 26. Oktober 1933 wurde ihm die Ehrenbürgerwürde der Stadt Rendsburg entzogen, die er erst auf Magistratsbeschluss vom 16. November 1948 zurückerhielt. Als Bredows engste Mitarbeiter verhaftet wurden, bat er in einem Telegramm an Reichspräsident Paul von Hindenburg und Hitler um deren Freilassung; im Falle der Ablehnung verlangte er, ihr Schicksal zu teilen. Daraufhin wurde auch er verhaftet und verbrachte 16 Monate im Untersuchungsgefängnis Berlin-Moabit. Seine und Hans Fleschs Verurteilung durch das Landgericht Berlin wegen Teilnahme am Parteiverrat wurde im Februar 1937 durch das Reichsgericht aufgehoben, das Verfahren vor dem Landgericht Berlin dann im März 1938 eingestellt. 
Bredow zog sich nach Wiesbaden zurück, wo er am Neroberg ein Grundstück erwarb und sich in den Jahren 1936/37 vom Architekten Johann Wilhelm Lehr ein Haus im Stil des Neuen Bauens errichten ließ. Haus Bredow ist heute ein Kulturdenkmal.

### Nachkriegsaufgaben
Vom 24. April bis zum 4. August 1945 war Bredow Oberpräsident der preußischen Provinz Nassau in Wiesbaden. Von 1949 bis 1951 war er Vorsitzender des Verwaltungsrates des Hessischen Rundfunks. Im Rahmen der Neuordnung der Aufsicht der deutschen Industrie durch die Alliierten wurde Bredow außerdem am 1. Dezember 1945 zum Vorsitzenden des Aufsichtsrates von Buderus gewählt.
Das Grab von Hans Bredow befindet sich auf dem Friedhof Neuwerk (Rendsburg).

## Funktionen und Mitgliedschaften
- Staatssekretär für das Telegrafen-, Fernsprech- und Funkwesen
- Reichs-Rundfunk-Kommissar (1926–1933)
- Aufsichtsratsvorsitzender der AG Buderus’sche Eisenwerke in Wetzlar
- Aufsichtsratsmitglied der Bauunternehmung Philipp Holzmann AG in Frankfurt am Main
- Vorsitzender des Deutschen Verbands Technisch-Wissenschaftlicher Vereine (1948–1949)
- Vorsitzender des Verwaltungsrats des Hessischen Rundfunks (1949–1951)
- Treuhänder der hessischen Eisen- und Stahlindustrie

## Ehrungen
- Eisernes Kreuz II. und I. Klasse
- großherzoglich oldenburgisches Kriegsverdienstkreuz
- Ehrendoktorwürde der Technischen Hochschule Danzig (1919)
- Preußische Staatsmedaille (1928)
- Ehrenbürgerwürde der Stadt Rendsburg (1928)[10]
- Ehrensenator der Technischen Hochschule Dresden
- Goldene Leibniz-Medaille der Preußischen Akademie der Wissenschaften (1929)
- Großes Goldenes Ehrenzeichen mit dem Stern der Republik Österreich (1930)
- Ehrensenator der Technischen Hochschule Darmstadt (1949)
- Großes Bundesverdienstkreuz (13. Februar 1952)[11]
- Ehrensenator der Technischen Hochschule Stuttgart
- Großes Bundesverdienstkreuz mit Stern (18. November 1954)[11]
- Ehrenbürgerwürde der Technischen Hochschule Berlin (1958)
- Ehrenbürgerwürde der Technischen Hochschule Karlsruhe (1958)
- Briefmarke der Deutschen Bundespost Berlin (1973)
- Hans-Bredow-Institut an der Universität Hamburg
- Straßen-Benennungen:
  - Bredow-Siedlung Wetzlar, mit Bredowstraße
  - Hans-Bredow-Straße in Baden-Baden (am Sitz des Südwestrundfunks)
  - Hans-Bredow-Straße in Bremen-Osterholz (am ehemaligen Sitz von Radio Bremen)
  - Hans-Bredow-Straße in Rendsburg
  - Hans-Bredow-Straße in Wiesbaden
  - Hans-Bredow-Straße in Königs Wusterhausen, auf dem Funkerberg
  - Hans-Bredow-Weg in Münster

## Schriften
- Aus meinem Archiv. Probleme des Rundfunks. Heidelberg 1950.
- Im Banne der Ätherwellen. Festschrift zum 75. Geburtstag des Verfassers am 26. November 1954. Stuttgart 1954.
  - Band 1: Der Daseinskampf des deutschen Funks (Digitalisat).
  - Band 2: Funk im Ersten Weltkriege, Entstehung des Rundfunks (Digitalisat).
- Aus dem Bredow-Nachlaß anläßlich des 100. Geburtstages von Hans Bredow am 26. November 1979. Auswahl und Erläuterungen Rainer Kabel. Presse- und Informationsstelle des Senders Freies Berlin, Berlin 1979.

## Filme
- Jürgen Corleis: Hans Bredow – Leistung und Legende. Sender Freies Berlin 1979 (halbstündiger Dokumentarfilm).